# مقاطعة باوي (تكساس)
مقاطعة باوي (بالإنجليزية: Bowie  County)‏ هي إحدى المقاطعات في ولاية تكساس، الولايات المتحدة الأمريكية، يبلغ عدد سكانها 92,565 نسمة طبقا لإحصاء عام 2010 .

موقع المقاطعة في ولاية تكساس

## أعلام
- ريتشارد إليس
- هاردين آر. رنلز
- دان بلوكر